# Helmintologia
Helmintologia (gr. hélminus ‘robak’, lógos ‘nauka’) – dział parazytologii, który zajmował się badaniem tzw. helmintów (pot. robaków), jak również diagnostyką, epidemiologią, patologią, profilaktyką oraz leczeniem wywoływanych przez nie schorzeń.
Aktualnie termin przestarzały.
W obrębie parazytologii postulowano także wyodrębnienie działu helmintologia ewolucyjna.